# Marc
Marc ist ein alter römischer Männername, der wohl ursprünglich „Marcitus“ oder „Marctus“ geheißen hat. Wie auch die spätere Form Marcus und die identische Form Mark ist er dem Kriegsgott Mars geweiht und bedeutet in Zusammenhang mit dem etwa „der Kriegerische“.
In der Gegenwart ist Marc in der französischen, katalanischen und walisischen Sprache ein männlicher Vorname, wird jedoch auch andernorts vergeben.
Namenstag ist der 25. April.

## Varianten
- Marc,
- Mark,
- Markus,
- Marcus,
- Marcellus (deutsch),
- Marcel (französisch),
- Marco,
- Marcello (italienisch),
- Marek (tschechisch)

## Namensträger
- Marc Acardipane (eigentl. Marc Trauner; * 1969), deutscher Musikproduzent und DJ
- Marc Almond (* 1957), britischer Sänger und Songwriter
- Marc Andreessen (* 1971), Entwickler des Mosaic-Browsers
- Marc Angel (* 1963), luxemburgischer Politiker (LASP)
- Marc Anthony (* 1968), amerikanischer Sänger
- Marc Berthod (* 1983), Schweizer Skirennläufer
- Marc Bijsterbosch (* 1993), niederländischer Poolbillardspieler
- Marc Boreux (* 1932), luxemburgischer Fußballspieler
- Marc Bürkle (* 1977), deutscher Handballspieler
- Marc Chagall (1887–1985), belarussischer Maler
- Marc-Antoine Charpentier (1643–1704), französischer Komponist
- Marc Cohn (* 1959), US-amerikanischer Singer-Songwriter
- Marc Coma (* 1976), spanischer Endurorennfahrer
- Marc Daniels (1912–1989), US-amerikanischer Filmregisseur
- Marc Davis (* 1967), US-amerikanischer Basketballschiedsrichter
- Marc Duez (* 1957), belgischer Automobilrennfahrer
- Marc Dutreeuw (* 1960), belgischer Schachspieler
- Marc Eberle (* 1980), deutscher Fußballspieler
- Marc Eberle (* 1972), deutscher Regisseur
- Marc Philip Eckermann (* 1997), deutscher Fußballschiedsrichter
- Marc Forster (* 1969), schweizerisch-deutscher Filmregisseur und Drehbuchautor
- Marc Fussing Rosbach (* 1995), grönländischer Filmschaffender
- Marc Gagnon (* 1975), kanadischer Eisschnellläufer (Shorttrack)
- Marc Garneau (1949–2025), kanadischer Astronaut und Politiker
- Marc Gené (* 1974), spanischer Rennfahrer
- Marc Gicquel (* 1977), französischer Tennisspieler
- Marc Hennerici (* 1982), deutscher Rennfahrer
- Marc Holtz (* 1978), luxemburgischer Poolbillardspieler
- Marc Huster (* 1970), deutscher Gewichtheber
- Marc-André Kruska (* 1987), deutscher Fußballspieler
- Marc Lange (* 1963), US-amerikanischer Philosoph, Hochschullehrer
- Marc Lauenstein (* 1980), Schweizer Orientierungsläufer
- Marc Limpach (* 1975), luxemburgischer Jurist, Autor, Schauspieler und Dramaturg
- Marc Locatelli (* 1954), Schweizer Illustrator, Cartoonist, Grafiker und Schauspieler sowie ehemaliger Radrennfahrer und Radtrainer
- Marc Margielsky (* 1972), deutscher Illustrator
- Marc Márquez (* 1993), spanischer Motorradrennfahrer
- Marc Michel (* 1986), französischer Jazzmusiker
- Marc Nagel (* 1970), deutscher Handballspieler und Handballtrainer
- Marc Narciso Dublan (* 1974), spanischer Schachspieler
- Marc Ottiker (* 1967), Schweizer Film- und Theaterregisseur
- Marc Overmars (* 1973), niederländischer Fußballspieler
- Marc Pfertzel (* 1981), französischer Fußballspieler
- Marc Rittberger (* 1962), deutscher Informationswissenschaftler, Hochschullehrer
- Marc Rosset (* 1970), Schweizer Tennisspieler
- Marc Rothemund (* 1968), deutscher Filmregisseur
- Marc Speicher (* 1984), deutscher Politiker
- Marc Stein (* ~1964), US-amerikanischer Historiker
- Marc Stein (* 1985), deutscher Fußballspieler
- Marc Surer (* 1951), Schweizer Rennfahrer
- Marc Sway (eigentl. Stefan Bachofen; * 1979), Schweizer Pop-Rock-Musiker
- Marc Tophoven (* 1992), deutscher Rap-Musiker
- Marc Vidal (* 1991), französischer Fußballtorwart
- Marc Vidal Claramunt (* 1976), spanischer Poolbillardspieler